# 회나무로
회나무로(회나무路)는 서울특별시 용산구 이태원동 국군재정관리단부터 하얏트호텔 앞까지 이어져 있는 도로이다. 총 연장은 973m이며, 경리단길 상권의 중앙도로이다.

## 같이 보기
- 경리단길

1. ↑  “<주소전환 3년> 경리단길인가 회나무로인가…주민도 잘 모르는 도로명”. 연합뉴스. 2016년 6월 9일.